# 오자토촌 (오키나와현)
오자토촌(大里村)은 오키나와현 남부에 있던 촌이다.
2006년 1월 1일, 사시키정·지넨촌·다마구스쿠촌과 합병해 난조시가 되어 소멸하였다.

## 역사
- 1908년 4월 1일 - 도서정촌제 시행에 의해 오자토촌이 되었다.
- 2006년 1월 1일 - 사시키정·지넨촌·다마구스쿠촌과 합병해 난조시가 되어 소멸하였다.